# Communauté de communes du Pays de Ribeauvillé
La Communauté de communes du pays de Ribeauvillé est une communauté de communes française, située dans le département du Haut-Rhin et la région Grand Est.

## Histoire
Elle a son origine de la transformation du SIVOM de Ribeauvillé et environs, crée le 6 juin 1967, en communauté de communes le 1er juin 1996.

## Composition
La communauté de communes est composée des 16 communes suivantes :

| Nom                 | Code Insee | Gentilé        | Superficie (km2) | Population (dernière pop. légale) | Densité (hab./km2) |
| ------------------- | ---------- | -------------- | ---------------- | --------------------------------- | ------------------ |
| Ribeauvillé (siège) | 68269      | Ribeauvillois  | 32,21            | 4 723 (2022)                      | 147                |
| Aubure              | 68014      | Auburiens      | 4,9              | 357 (2022)                        | 73                 |
| Beblenheim          | 68023      | Beblenheimois  | 5,61             | 931 (2022)                        | 166                |
| Bennwihr            | 68026      | Bennwihriens   | 6,59             | 1 335 (2022)                      | 203                |
| Bergheim            | 68028      | Bergheimois    | 19,16            | 2 061 (2022)                      | 108                |
| Guémar              | 68113      |                | 18,22            | 1 464 (2022)                      | 80                 |
| Hunawihr            | 68147      | Hunawihriens   | 4,81             | 549 (2022)                        | 114                |
| Illhaeusern         | 68153      |                | 10,46            | 719 (2022)                        | 69                 |
| Mittelwihr          | 68209      | Mittelwihriens | 2,42             | 849 (2022)                        | 351                |
| Ostheim             | 68252      | Ostheimois     | 8,16             | 1 654 (2022)                      | 203                |
| Riquewihr           | 68277      | Riquewihriens  | 17,04            | 1 004 (2022)                      | 59                 |
| Rodern              | 68280      | Rodernois      | 7,05             | 396 (2022)                        | 56                 |
| Rorschwihr          | 68285      | Rorschwihrois  | 2,47             | 366 (2022)                        | 148                |
| Saint-Hippolyte     | 68296      |                | 17,86            | 945 (2022)                        | 53                 |
| Thannenkirch        | 68335      |                | 4,6              | 457 (2022)                        | 99                 |
| Zellenberg          | 68383      | Zellenbergeois | 4,96             | 323 (2022)                        | 65                 |

## Transports
En janvier 2013, la communauté de communes lance un service de transport à la demande baptisé Allo'Bus. Ce service est expérimenté jusqu'en juin 2014 afin d'évaluer les besoins des usagers[source secondaire souhaitée].
La communauté de communes est devenue autorité organisatrice de la mobilité (AOM).

### Impact énergétique et climatique

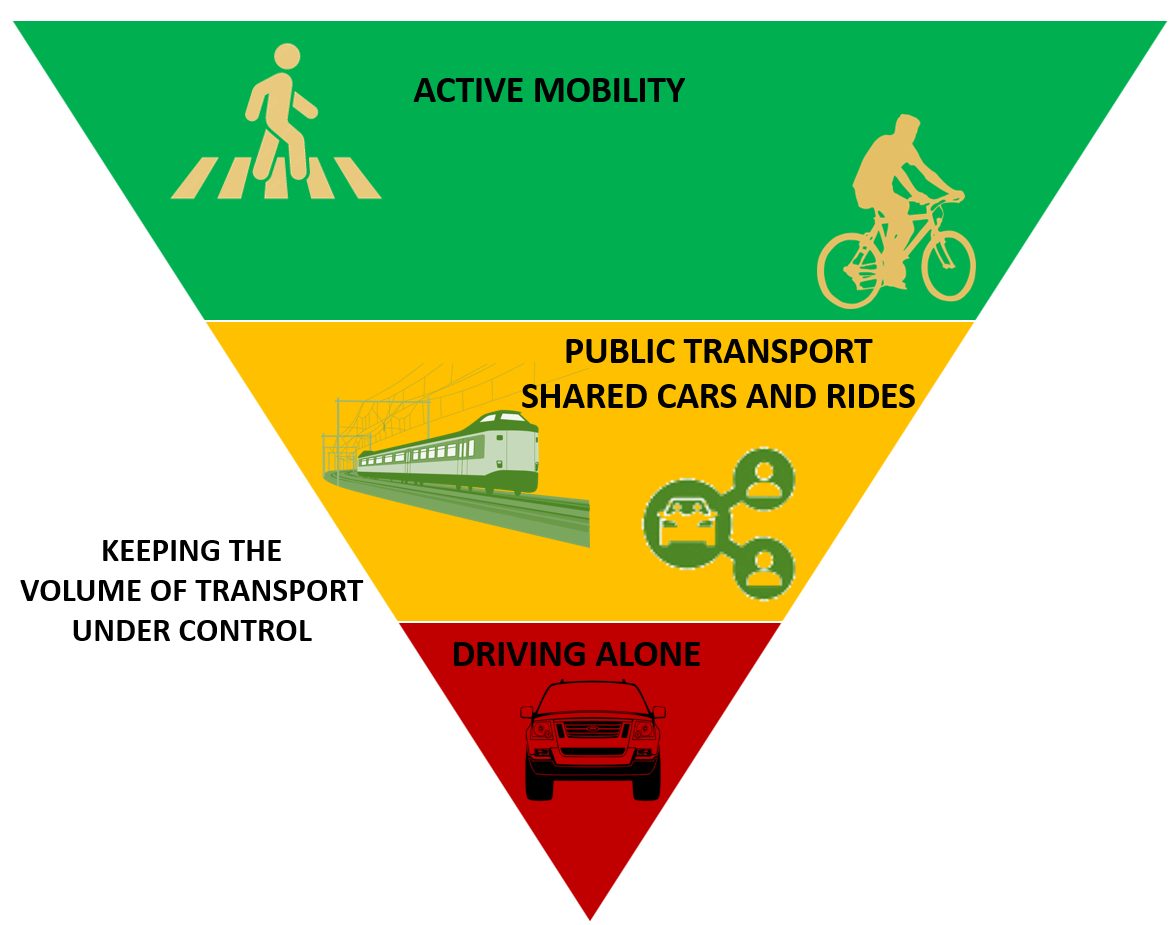
Pyramide de la mobilité, proposée par le projet européen Share North.

| -                              | Transports routiers | Autres transports |
| ------------------------------ | ------------------- | ----------------- |
| Carburant (GWh)                | 255                 | 0                 |
| Électricité (GWh)              | 0                   | 6                 |
| Gaz à effet de serre (ktéqCO2) | 64                  | 0                 |

## Énergie et climat
Dans le cadre du schéma régional d'aménagement, de développement durable et d'égalité des territoires (SRADDET) du Grand Est, ATMO Grand Est tient à jour les statistiques énergétiques  des établissements publics de coopération intercommunale de la collectivité européenne d'Alsace sous forme de diagramme de flux.
L'énergie finale annuelle, consommée en 2020, est exprimée en gigawatts-heures,.
| -                          | GWh |
| -------------------------- | --- |
| Électricité                | 106 |
| Carburants ou combustibles | 464 |
| Chaleur primaire           | 15  |

L'énergie produite en 2020 est également exprimée en gigawatts-heures.
| -                          | GWh |
| -------------------------- | --- |
| Électricité                | 17  |
| Carburants ou combustibles | 116 |
| Chaleur primaire           | 31  |

Les gaz à effet de serre sont exprimés en kilotonnes équivalent CO2.
| -                     | ktéqCO2 |
| --------------------- | ------- |
| Liées à l'énergie     | 101     |
| Non liées à l'énergie | 20      |